# Petrorossia deducta
Petrorossia deducta är en tvåvingeart som beskrevs av Wray Merrill Bowden 1964. Petrorossia deducta ingår i släktet Petrorossia och familjen svävflugor. Inga underarter finns listade i Catalogue of Life.